# NGC 2487
NGC 2487 ist eine Balken-Spiralgalaxie mit aktivem Galaxienkern vom Hubble-Typ SBb im Sternbild Zwillinge auf der Ekliptik. Sie ist schätzungsweise 213 Millionen Lichtjahre von der Milchstraße entfernt und hat einen Durchmesser von etwa 170.000 Lj. Wahrscheinlich bildet sie gemeinsam mit NGC 2486 ein gebundenes Galaxienpaar.

Im selben Himmelsareal befinden sich weiterhin die Galaxien NGC 2498, IC 481, IC 482.
Das Objekt wurde am 7. November 1864 von Albert Marth entdeckt.

## NGC 2487-Gruppe (LGG 152)
| Galaxie   | Alternativname | Entfernung/Mio. Lj |
| --------- | -------------- | ------------------ |
| NGC 2487  | PGC 22343      | 213                |
| NGC 2486  | PGC 22317      | 205                |
| NGC 2498  | PGC 22403      | 208                |
| PGC 22205 | UGC 4099       | 206                |